# Religii avraamice

Simboluri ale celor trei principale religii avraamice

Religiile avraamice sunt credințele monoteiste, care subliniază că originea lor comună este patriarhul sau profetul Avraam sau recunosc o tradiție spirituală identificată cu Avraam.

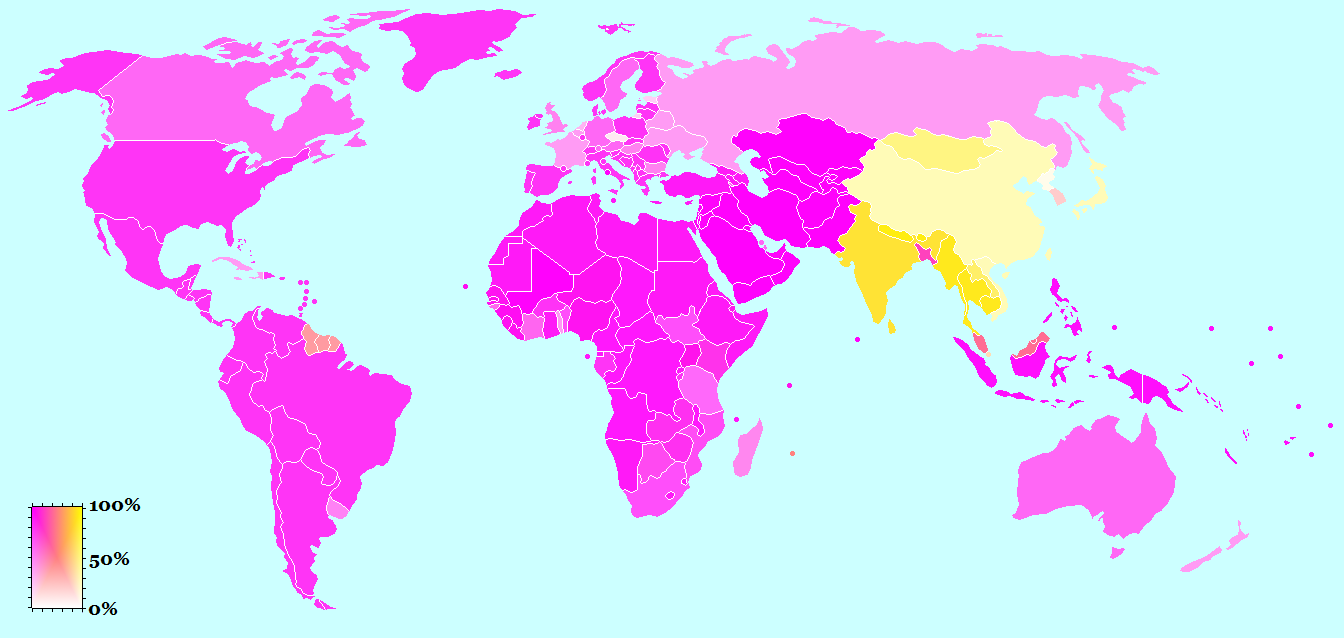
Răspândirea, teoretică, a religiilor în lume: avraamice (violet) și dharmice (galben). Reprezentare din 2018 d.C.

Religii avraamice sunt, în ordinea cronologică a întemeierii lor: iudaismul, creștinismul și islamul.
Se mai cunosc alte câteva culte religioase scindate din acestea, precum religia samaritenilor, cea druzilor și a bahaiștilor, care sunt și ele avraamice. În total, în lume religiile avraamice au circa 3,8 miliarde de credincioși, majoritatea creștini, apoi musulmani.  
În lume se mai practică și religii neavraamice, precum religiile indiene (dharmice: hinduismul, budismul, jainismul, sikhismul etc.), religiile est-asiatice (taoice, confucianismul, șintoismul), zoroastrismul, alte culte animiste și politeiste la popoare africane, amerindieni, popoare din Oceania etc. 